# Liste der Monuments historiques in Void-Vacon
Die Liste der Monuments historiques in Void-Vacon führt die Monuments historiques in der französischen Gemeinde Void-Vacon auf.

## Liste der Immobilien
| Bezeichnung     | Beschreibung                                                     | Standort              | Kennzeichnung | Schutzstatus | Datum | Bild           |
| --------------- | ---------------------------------------------------------------- | --------------------- | ------------- | ------------ | ----- | -------------- |
| Château de Void | Poterne der Burg, sogenannte Tour de l’Audience, 14. Jahrhundert | Rue du Château (Lage) | PA00106680    | Inscrit      | 1938  | weitere Bilder |